# Veronica Campbell-Brown
Veronica Campbell (Trelawny, Jamaica, 15 de mayo de 1982) es una atleta jamaicana especialista en pruebas de velocidad. Ganó dos medallas de oro en los Juegos Olímpicos de Atenas 2004, en 200 metros y relevos 4 x 100 m.

## Biografía
Sus padres se llaman Cec Campbell y Pamela Bailey, y tiene nueve hermanos y hermanas. Estudió la secundaria en Jamaica y luego obtuvo una beca para irse a Estados Unidos a estudiar y competir, concretamente en el Barton County Community College de Kansas. 
En 1998 participó con solo 16 años en los Campeonatos del Mundo junior 18 años) de Bydgoszcz.
Su primera competición importante fueron los Juegos Olímpicos de Sídney 2000, donde con 18 años fue parte del equipo jamaicano de relevos 4 x 100 metros que ganó la medalla de plata, tras Bahamas. El equipo jamaicano lo formaban por este orden Tanya Lawrence, Veronica Campbell, Beverly McDonald y Merlene Ottey.
En este año 2000 fue campeona del mundo junior de 100 y 200 metros en Santiago de Chile, con 11,12 y 22,87 respectivamente, sus mejores marcas hasta ese momento.
En 2001 no consiguió mejorar sus marcas, y sus mejores tiempos fueron 11,13 y 22,92, ambos hechos en Kingston.
2002 fue un buen año para ella ya que consiguió mejorar sensiblemente sus marcas y meterse entre las mejores del ranking mundial. En los Juegos de la Commonwealth celebrados en Mánchester ganó la medalla de plata de los 100 metros por detrás de la bahameña Debbie Ferguson, haciendo su mejor marca personal con 11,00, a la postre la séptima mejor del mundo ese año. En Mánchester también ganó otra plata en los relevos 4 x 100 m, donde las jamaicanas volvieron a perder ante las bahameñas.
En ese 2002 también mejoró sensiblemente su registro en los 200 metros, haciendo 22,39 en Odessa, localidad de Texas, la cuarta mejor marca mundial del año.
Pese a su prometedora evolución, a principios de 2003 sufrió una importante lesión que le mantuvo apartada todo el año de las pistas, y se perdió entre otros acontecimientos los Campeonatos del mundo de París.
Por esta época abandonó Kansas y se cambió a la Universidad de Arkansas. Ella y su entrenador Lance Brauman, prepararon minuciosamente la temporada de verano de 2004, con la mirada puesta en llegar en plena forma a los Juegos Olímpicos. En la cita de Atenas Veronica Cambell consiguió su mejor actuación, ganando primero la medalla de bronce en los 100 metros con su mejor marca personal, 10,97, la primera vez que conseguía romper la barrera de los 11 segundos, y solo fue superada por la bielorrusa Yuliya Nesterenko (10,93) y la norteamericana Lauryn Williams (10,96), completando un podio inédito.
Mejor aún le fueron las cosas en la final de los 200 metros donde en una final muy abierta y sin favoritas claras, consiguió alzarse con la medalla de oro con notable claridad en un tiempo de 22,05, por delante de la norteamericana Allyson Felix (22,18) y de la bahameña Debbie Ferguson (22,30). Sus 22,05 no solo eran su mejor marca personal sino también la mejor marca mundial del año.
Para completar su éxito olímpico el equipo jamaicano formado por Tanya Lawrence, Sherone Simpson, Aleen Bailey y Veronica Campbell, se alzó de forma sorprendente con la medalla de oro.
Para despedir el año consiguió ganar con 10,91 en los 100 metros de la final del Grand Prix de la IAAF disputada en Mónaco, su mejor marca personal y la segunda mejor del año en esta prueba solo por detrás de los increíbles 10,77 de la búlgara Ivet Lalova.
En 2005 ha seguido demostrando que es una de las mejores del mundo tanto en 100 como en 200 metros. En los Campeonatos del mundo celebrados en Helsinki, obtuvo la medalla de plata en una final de 100 metros disputada bajo una intensa lluvia, a solo dos centésimas de la campeona Lauryn Williams (10,93 frente a 10,95).
En cambio en los 200 metros no pudo reeditar su victoria del año anterior en Atenas y acabó en un decepcionante sexto lugar en la final, en la que venció la subcampeona de Atenas, la estadounidense Allyson Felix. Este dominio de Estados Unidos en las dos pruebas de velocidad quedó refrendado con su victoria en los relevos 4 x 100 metros, donde las jamaicanas capitaneadas por Campbell finalizaron segundas. 
Tras los mundiales de Helsinki Veronica volvió a batir su plusmarca personal de 100 metros en Zúrich, dejándola en 10,85, la segunda mundial del año tras los 10,84 de la bahameña Chandra Sturrup.
En la actualidad es una de las mejores velocistas del mundo.
En 2008 llegó a la final en la prueba de 4 x 100 relevos junto a Shelly-Ann Fraser, Sheri-Ann Brooks y Aleen Bailey pero no lograron terminar la prueba porque se les cayó el testigo en uno de los relevos.

## Mejores marcas
- 100 metros - 10,85 (Zúrich, 2005)
- 200 metros - 21,74 (Pekín, 2008)